# Il'ja Maksimov (pianista)
Il'ja Maksimov, in russo Илья Максимов, traslitterazione anglosassone Ilya Maximov (Sverdlovsk, 6 giugno 1987), è un pianista russo.
Ha studiato presso il Royal College of Music di Londra, il Conservatori Superior del Liceu di Barcellona e la Mozarteum University di Salisburgo, dove ha avuto come maestri, tra gli altri, Pavel Gililov, Dmitrij Alekseev e Stanislav Počekin.
Ha ricevuto numerosi premi internazionali, tra i quali: nel 2008 il 2º premio del Concorso internazionale Maria Canals di Barcellona e il premio "Chopin" del Concorso Pianistico Internazionale “Roma”, nel 2010 il 2º premio della Hilton Head International Music Competition (USA), nel 2012 il 2º premio nel Concorso internazionale pianistico José Iturbi di Valencia, nel 2015 il primo premio del Concorso internazionale G.B. Viotti di Vercelli.
Nel 2017 è stato tra i finalisti della Van Cliburn International Piano Competition di Fort Worth.
Il'ja Maksimov ha tenuto concerti in prestigiosi teatri e festival musicali, tra cui la Salle Cortot di Parigi, la Carnegie Hall di New York, la Chamber Hall della Berliner Philharmoniker la Morinomiye Piloti Hall di Osaka, la Suginami Kokaido Hall di Tokyo, la Esplanade Hall di Singapore, il Teatro Amadeo Roldán di L'Avana, il Palau de la musica di Valencia, il Palau de la Música di Barcellona e il Teatro Real di Madrid. 
Oltre all'attività concertistica, Il'ja Maksimov è un assistente nel corso di pianoforte di Pavel Gililov presso la Mozarteum University di Salisburgo.